# Equilibrio economico generale
In economia il termine equilibrio economico generale indica una teoria macroeconomica che cerca di spiegare come domanda, offerta e prezzi di diversi prodotti siano interrelati e determinati simultaneamente in un esito denominato appunto di "equilibrio generale" per effetto delle forze di mercato. Per contro, l'analisi di equilibrio parziale analizza domanda, offerta e prezzi di singoli mercati. La teoria dell'equilibrio economico generale risale al lavoro pionieristico di Léon Walras, che nel suo Éléments d'économie politique pure (1899, 4th ed.; 1926, éd. définitive) ipotizzò l'esistenza di un insieme di prezzi per il quale la domanda e l'offerta di ciascun prodotto potessero equivalersi. Fu solo nel 1952 che gli economisti matematici Lionel McKenzie e, separatamente in un lavoro congiunto, Kenneth Arrow e Gérard Debreu dimostrarono matematicamente l'esistenza di tale equilibrio in condizioni generali.

## Descrizione
L'idea alla base della teoria dell'equilibrio economico generale è che in un sistema di mercato, i prezzi e le scelte di produzione e di consumo dei diversi beni (ivi compresi "beni" quali il denaro, o "prezzi" quali il tasso d'interesse) siano interrelati. Un cambiamento nel prezzo di un bene, ad esempio il pane, potrebbe influenzare un altro prezzo, ad esempio il salario dei panettieri. A seconda delle preferenze dei panettieri, la domanda di pane sarà allora influenzata dalla variazione nel salario dei panettieri, andando a incidere nuovamente sul prezzo del pane, e così via. Dunque, la determinazione del prezzo di un singolo bene risulta potenzialmente collegata a quella del prezzo di qualunque altro bene nell'intera economia.
La teoria dell'equilibrio generale spiega come un'economia decentralizzata, composta da numerosi agenti indipendenti che agiscono secondo il loro interesse, sia compatibile con un equilibrio su tutti i mercati. Questo equilibrio è ottenuto senza che ci sia un organismo che si occupa della logistica economica. Si cita sovente il caso di una grande città dove nessuno è incaricato della distribuzione del pane e del latte. Ciononostante, c'è abbastanza pane e latte per tutti gli abitanti. 
Adam Smith parla di una mano invisibile che conduce gli agenti verso un equilibrio che ha molte proprietà interessanti.
L'esistenza dell'equilibrio generale è stata studiata per la prima volta da Léon Walras. Gli studi furono continuati da Vilfredo Pareto e altri discepoli della Scuola di Losanna. Il nome è dovuto al luogo dove Walras e Pareto insegnavano. 
La prima prova rigorosa dell'esistenza dell'equilibrio generale è stata presentata da Abraham Wald nel 1936. Dopo la Seconda guerra mondiale, Gérard Debreu e Kenneth Arrow hanno pubblicato delle prove più generali e più complete (v. Modello di Arrow-Debreu).
L'equilibrio generale suppone che i consumatori e, in generale, tutti gli agenti economici, considerano i prezzi come un dato (price taker) e, su questa base, esprimono le loro domande e offerte. Per esempio, se il prezzo dello zucchero aumenta, la domanda di zucchero ma anche quella di miele cambia, come pure la produzione di barbabietole. Ci sono dunque degli effetti diretti e indiretti che influiscono sul prezzo d'equilibrio. L'equilibrio generale è ottenuto quando su tutti i mercati la domanda è uguale all'offerta. Walras dà l'esempio del banditore d'asta che grida un prezzo e guarda se la domanda è uguale all'offerta. Se c'è una differenza, grida un prezzo più alto quando l'offerta è insufficiente e un prezzo più basso nel caso contrario. Si arriva all'equilibrio dopo alcuni tentativi (Tâtonnement). Tutti gli scambi si fanno al prezzo d'equilibrio.

### La legge di Walras
Walras aveva osservato che la domanda dipende solo dai prezzi relativi. Se un contadino si reca al mercato per vendere delle mele e comperare del pane e i prezzi raddoppiano, la sua domanda e la sua offerta non cambiano. Infatti, la spesa raddoppia ma pure il ricavo. La domanda e l'offerta possono allora essere espresse in termini di prezzi relativi. Nel caso di m beni, abbiamo dunque solo m-1 variabili. Secondo la teoria dei sistemi d'equazioni lineari, che Walras conosceva, c'è una soluzione unica quando le equazioni indipendenti sono pure m-1.
Walras è riuscito a mostrare che effettivamente ciò era il caso. Questo risultato è chiamato oggi la legge di Walras: se m-1 mercati sono in equilibrio allora il mercato restante deve pure essere in equilibrio.

### Esistenza dell'equilibrio
Le funzioni di domanda non sono necessariamente delle funzioni lineari. La legge di Walras non permette dunque di mostrare l'esistenza dell'equilibrio generale. Le dimostrazioni moderne utilizzano approcci topologici all'esistenza del punto fisso, come il Teorema del punto fisso di Brouwer o quello più generale di Shizuo Kakutani. 
Si tratta di puri teoremi di esistenza, non costruttivi, che non forniscono alcuna indicazione su come trovare il punto fisso. Nel 1967, Scarf ha proposto un algoritmo di calcolo del punto fisso. I modelli d'equilibrio generale hanno allora potuto essere applicati per risolvere dei problemi concreti, come gli effetti di un cambiamento del sistema fiscale o la soppressione dei dazi doganali.

### Unicità e stabilità dell'equilibrio generale
Le condizioni per un equilibrio unico o stabile sono molto restrittive. Se un equilibrio non è stabile, sarà difficile trovarlo. Il teorema Sonnenschein–Mantel–Debreu stabilisce che, in caso di mercati interdipendenti, è impossibile escludere casi di instabilità dell'equilibrio. Modelli con equilibri multipli sono proposti in certi casi.